# بي. براون
بي. براون (بالإنجليزية: P. J. Brown)‏ (14 فبراير 1946 بالفيو الولايات المتحدة - ) هو لاعب كرة قدم أمريكي يلعب كمدافع.